# Maurice Paige
Maurice Paige (* 5. September 1982) ist ein südafrikanischer Schauspieler und Filmregisseur sowie Bodybuilder.

## Leben
Paige wurde am 5. September 1982 geboren und machte seine ersten Schritte als Schauspieler an verschiedenen Theatern. Er befindet sich in einer Beziehung mit der südafrikanischen Schauspielerin Lauren Joseph. Von 2006 bis 2007 spielte er in der Fernsehserie Orion in der Rolle des Billy September mit. In den 2010er Jahren folgten Besetzungen in den Spielfilmen Gog’ Helen und Pop, Lock ’n Roll und übernahm in vier Episoden der Fernsehserie Die Spreeus die Rolle des Quinton. Von 2021 bis 2024 stellte er in der Fernsehserie Suidooster in 887 Episoden die Rolle des Tyron Daniels dar. Seit 2023 spielt er in der Fernsehserie Unseen mit. Seit 2024 tritt er als Regisseur für die Fernsehserie Kelders Van Geheime in Erscheinung, in der er seit 2025 zusätzlich die Rolle des Clayton van der Berg verkörpert.
Als Bodybuilder konnte Paige mehrere Medaillen bei Wettkämpfen gewinnen, darunter den südafrikanischen Teil des Muscle Mulisha Grand Prix Bodybuilding-Wettbewerbs und den jährlichen Arnold Classic Europe, einen Bodybuilding-Wettbewerb in Barcelona.

## Filmografie (Auswahl)

### Schauspiel
- 2006–2007: Orion (Fernsehserie)
- 2012: Gog’ Helen
- 2017: Pop, Lock ’n Roll
- 2019: Die Spreeus (Fernsehserie, 4 Episoden)
- 2020: Barakat
- 2020: Terugkeer (Miniserie)
- 2021: 4229
- 2021–2024: Suidooster (Fernsehserie, 887 Episoden)
- 2022: Love in the Hell (Kurzfilm)
- seit 2023: Unseen (Fernsehserie)
- seit 2025: Kelders Van Geheime (Fernsehserie)

### Regie
- seit 2024: Kelders Van Geheime (Fernsehserie)